# Mangrovekoekoek
De mangrove-koekoek (Coccyzus minor) is een vogel uit de familie van de koekoeken. 

## Verspreiding en leefgebied
Deze soort komt voor van zuidelijk Florida tot de noordoostkust van Brazilië.

## Status
De grootte van de populatie is in 2019 geschat op 200 duizend volwassen vogels. Op de Rode lijst van de IUCN heeft deze soort de status niet bedreigd.  